# Paris vu par... 20 ans après
Paris vu par… 20 ans après és un pel·lícula francesa en esquetxos col·lectius, estrenada el 20 de juny de 1984. Amb una durada total de 93 minuts, reuneix els curtmetratges de sis directors: Chantal Akerman, Bernard Dubois, Philippe Garrel, Frédéric Mitterrand, Vincent Nordon i Philippe Venault. S'inspira en el projecte cinematogràfic Paris vu par… estrenat el 1965. Està ambientada a sis barris de París, com l'anterior.

## Els sis esquetxos

### J'ai faim, j'ai froid
Blanc i negre, 17 minuts.
- Guió i producció: Chantal Akerman
- Imatge: Luc Benhamou
- So: François de Morant
- Muntatge: Francine Sandberg

Interpretació: : Maria de Medeiros, Pascale Salkin, Aníbal Esmoris

### Place Clichy
- Guió: Agathe Vannier i Bernard Dubois
- Direcció i muntatge: Bernard Dubois
- Imatge: Anne Khripounoff
- So: Antoine Ouvrier
- Música: Michel Bernholc

Interpretació: : Emmanuelle Debever, Albert Delpy, Julien Dubois, Lolita Dubois

### Rue Fontaine
17 minuts.
- Guió i producció: Philippe Garrel
- Imatge: Pascal Laperrousaz
- Muntatge: Sophie Coussein
- Música: Faton Cahen

Interpretació: Jean-Pierre Léaud, Christine Boisson, Philippe Garrel

### Rue du Bac
- Guió i producció: Frédéric Mitterrand
- Imatge: Romain Winding
- So: Pierre Camus
- edició: Pascale Bouché, Kenout Peltier
- Música: Jean-Claude Deblais, Roger Pouly

Interpretació: Tonie Marshall, Antoine Perset, Sapho, Jamal Nielson

### Paris-Plage
- Guió i producció: Vincent Nordon
- Imatge: Martin Schaefer
- So: Louis Gimel, Pierre Donnadieu
- Edició: Joelle Barjolin
- Música: Jean-Marie Hausser, Sylvano Santorio

Interpretació: Katrine Boorman, Pierre-Alain Chapuis, Béatrice Romand.

### Canal Saint-Martin
- Guió i producció: Philippe Venault
- Música: Jorge Arriagada

Interpretació: Jacques Bonnaffé, Pascale Rocard